# Carn Aosda
Carn Aosda är ett berg i Storbritannien.   Det ligger i kommunen Aberdeenshire och riksdelen Skottland, i den norra delen av landet, 600 km norr om huvudstaden London. Toppen på Carn Aosda är 917 meter över havet, eller 116 meter över den omgivande terrängen. Bredden vid basen är 1,6 km.
Terrängen runt Carn Aosda är huvudsakligen kuperad. Carn Aosda ligger uppe på en höjd som går i öst-västlig riktning.Runt Carn Aosda är det glesbefolkat, med 13 invånare per kvadratkilometer. Närmaste större samhälle är Braemar, 12,3 km norr om Carn Aosda. Trakten runt Carn Aosda består i huvudsak av gräsmarker.